# 瓜拉卡
瓜拉卡是巴拿马奇里基省瓜拉卡区的一个城市。该市面积为237.3平方（91.6平方英里），2010年时人口为5,605，故其人口密度为23.6名居民每平方（61名居民每平方英里）。 1990年时人口为4,099，2000年时人口为4,430。